# Silvertone (azienda)
Silvertone è stato un marchio di prodotti di elettronica di consumo e strumenti musicali appartenuto alla Sears. 

## Storia
Inaugurato nel 1915, il marchio Silvertone venne acquisito dalla Sears l'anno successivo. Sempre nel 1916, la Silvertone lanciò il suo fonografo. Le radio della Silvertone, che vennero inaugurate nei primi anni venti, ebbero considerevole successo durante il decennio successivo. Negli anni quaranta e cinquanta il marchio si fece un nome distribuendo le sue chitarre, che erano possedute da noti bluesman come Muddy Waters e Arthur Crudup. Altri musicisti che avevano suonato delle Silvertone includono, tra i molti, Chet Atkins, Bob Dylan e Jimi Hendrix. Il marchio cessò di operare nel 1972.
Nel 2013 i diritti di Silvertone vennero acquistati dalla società sudcoreana Samick Music. Alla fine del 2020 questi passarono alla RBI Music.